# Марселандія
Марселандія (порт. Marcelândia) — муніципалітет в штаті Мату-Гросу, Бразилія. Складова частина мезорегіону Північ штату Мату-Гроссу. Входить в економіко-статистичний мікрорегіон Синоп. Населення становить 18 634 особи на 2006 рік. Займає площу 12 294,144 км². Щільність населення — 1,5 чол. / Км².

## Історія
Місто засноване 7 грудня 1980 року.

## Статистика
- Валовий внутрішній продукт на 2003 становить 104.142.785,00 реалів (дані: Бразильський інститут географії та статистики).
- Валовий внутрішній продукт на душу населення на 2003 становить 6.230,87 реалів (дані: Бразильський інститут географії та статистики).
  - Индекс развития человеческого потенциала на 2000 составляет 0,771 (данные: Программа развития ООН).